# SN 2008as
SN 2008as – supernowa typu Ia odkryta 29 lutego 2008 roku w galaktyce E567-G57. W momencie odkrycia miała maksymalną jasność 16,90m.